# Chiococca sessilifolia
Chiococca sessilifolia là một loài thực vật có hoa trong họ Thiến thảo. Loài này được Miranda mô tả khoa học đầu tiên năm 1951.